# Mario Savi
Mario Savi (Casalmaggiore, 13 novembre 1973) è un ex rugbista a 15 e dirigente sportivo italiano, che per tutta la sua carriera agonistica ha militato nel Viadana del quale, dal 2014, è vicepresidente.

## Biografia
Nativo di Casalmaggiore (CR) ma cresciuto nel Mantovano a Sabbioneta, Savi entrò nel settore giovanile del Viadana nel 1990 e da lì percorse tutte le tappe fino alla prima squadra, in parallelo alla sua attività professionale di responsabile vendite di un'impresa del luogo.
Esordiente in campionato (Serie B) nel 1992, con la squadra fu promosso dapprima in A2, poi in A1 e infine nel Super 10, che si aggiudicò da capitano nel 2001-02 a Rovigo in finale contro il Calvisano.
Savi fu convocato in Nazionale italiana nel 2004 a trent'anni anche in ragione del suo tardivo passaggio al professionismo.
Debuttante a Bucarest contro la Romania nel 2004 disputò in totale tre incontri, l'ultimo durante il Sei Nazioni 2005 a Twickenham contro l'Inghilterra.
Ritiratosi dall'attività nel 2007, dal 2014 è vicepresidente del Viadana.

## Palmarès
- Campionati italiani: 1
Viadana: 2001-02
- Coppe Italia: 3
Viadana: 1999-2000, 2002-03, 2006-07